# Madrevieja
Una madrevieja es un tipo de humedal, separado (pero no necesariamente aislado) de los ríos que le dieron origen. Por sus condiciones biogeográficas, las madreviejas comprenden ecosistemas complejos con una ecología muy frágil. Las madreviejas toman lugar en antiguos caminos de los ríos, meandros en desuso de los ríos tropicales. Las madreviejas cumplen con una función global de mantenimiento del equilibrio ecológico en las regiones donde se encuentran mediante la regulación hídrica, climática y el sostenimiento de variedad de fauna, flora y microorganismos.

## Definición biológica
Las madreviejas son relictos de antiguos cauces del río (paleocauces), como antiguos brazos ya cerrados y sin conexión, tramos o curvas del cauce aislados como producto de su estrangulamiento en meandros, así como por el aislamiento progresivo y cierre de tramos de caños o bahías de ciénagas por colmatación. Las madreveijas juegan un papel ecológico relevante para el sostenimiento y regeneración de especies botánicas

## Características de las Madreviejas
Algunas madreviejas se presentan en la parte sur del brazo de la Vuelta de Acuña, más claras en la margen derecha del río Carare y del río Opón al costado de la ciénaga del mismo nombre en el magdalena medio colombiano. En la amazonía, los cursos de los ríos están caracterizados por sus meandros, grandes curvas en forma de "u", en las cuales el río parece devolverse cuando finaliza una curva encontrándose a solo unos metros en línea recta de donde se inició el meandro. Ocasionalmente el río cambia de curso y rompe por la parte estrecha de una de sus curvas. El antiguo lecho del rio queda aislado y forma esa laguna que es reconocida como madrevieja, en ellas, las características fisicoquímicas del agua, la fauna y flora son diferentes de las encontradas en el río y escenario de hábitat de especies endémicas en sus ecosistemas. La deforestación de la región amazónica, en particular en Colombia, afecta de manera directa estos ecosistemas. En la Sierra de La Macarena existe una experiencia de restauración de este paisaje: la Madrevieja de El Carmen, ubicada a orillas del río Guayabero.